# ريال مايوركا
نادي مايوركا الملكي الرياضي (بالإسبانية: Real Club Deportivo Mallorca) هو نادي كرة قدم من مدينة بالما دي مايوركا بإسبانيا. تأسس في 5 مارس، 1916. يلعب حاليًا في الدوري الإسباني الدرجة الأولى. يعد أول نادٍ تأسس في جزر الباليار. أفضل إنجاز له هو بطولة كأس إسبانيا وتحقيقه للمركز الثالث في بطولة الدوري في موسم 1998-1999. لونا الفريق الأساسيان هما الأحمر والأسود. ظهر في دوري الدرجة الأولى في 20 موسمًا.

## بطولات الفريق
- كأس إسبانيا: 1 (2003)
  - الوصيف: 2 (1991، 1998)
- وصيف كأس أبطال الكؤوس: 1 (1999)
- الدوري الإسباني الدرجة الثانية: 2 (1959-1960، 1964-1965)
- أفضل مركز في الدوري الإسباني الدرجة الأولى هو الثالث (1998-1999)

## وصلات خارجية
- الموقع الرسمي
- نشيد النادي على يوتيوب
- صفحة النادي في موقع كورة
- موقع الدوري الأسباني
- للحصول على اخر اخبار الفريق